# Hayton (East Riding of Yorkshire)
Hayton is een civil parish in het Engelse graafschap East Riding of Yorkshire. In 2001 telde het civil parish 317 inwoners. Hayton komt in het Domesday Book (1086) voor als 'Haiton(e)'.